# Фенидон
Фенидо́н (1-фенил-3-пиразолидон) — органическое соединение, производное пиразола c формулой C9H10N2O. Название «фенидон» является патентованным наименованием фирмы Ilford и образовано от первых и последних символов химического названия (1-фенил-3-пиразолидон). Используется как проявляющее вещество в фотографии, обычно вместе с гидрохиноном.
Синонимы: фенидон А, 1-фенилпиразолидон-3.

## История
Впервые был синтезирован в 1890 г., проявляющая способность вещества была открыта сотрудником Ilford Дж. Д. Кендаллом в 1940 г. Активное применение получил только после 1953 г. благодаря фирме Ilford. Этому поспособствовала публикация статьи в журнале «The British Journal of Photography» в 1954 г., где отмечалось, что фенидон уже два года, как коммерчески доступен в США и Великобритании в форме отдельного реактива, а также были приведены формулы проявителей на основе фенидона, которые должны были служить в качестве основы для разработки фотолюбителями своих собственных рецептур.
Оказавшись удобными для машинной обработки, фенидон-гидрохиноновые проявители примерно к середине 1970-х годов вытеснили метоловые и амидоловые в некоторых цветофографических процессах, где используются чёрно-белые проявляющие вещества. Например, в процессах обработки цветных обращаемых материалов, что в дальнейшем привело к переходу на единственный индустриальный стандарт обработки этих материалов, использующийся до настоящего времени (2017 год) — процесс E-6, первый проявитель которого содержит производные фенидона.

## Физические и химические свойства
Белое, серое или кремовое кристаллическое вещество. Плохо растворим в воде (1,16 г/100 мл при 25 °C), но растворимость улучшается с повышением температуры, а также в кислой или щелочной среде. Растворим в спирте, в ацетоне, не растворим в бензоле. Разлагается при долгом нахождении в щелочных растворах. Молярная масса равна 162,19 г/моль.

## Получение
Получают:
- взаимодействием β-галогенпропионовых кислот или их эфиров с фенилгидразином;
- взаимодействием фенилгидразина с эфиром акриловой кислоты или её амидом;
- циклизацией эфира β-(α-фенилгидразино)-пропионовой кислоты или фенилгидразида β-оксипропионовой кислоты;
- кислотным гидролизом 3-амино-пирозолинов;
- взаимодействием фенилгидразина с пропиолактоном или акрилонитрилом;
- конденсацией β-фенилгидразинкарбоновой кислоты с метиловым эфиром акриловой кислоты;
- взаимодействием анилина с метиловым эфиром акриловой кислоты.

### Синтез из анилина и метилакрилата
Синтез ведут по следующей схеме:
- На первой стадии из анилина и метилакрилата получают метиловый эфир 3-фениламино-пропионовой кислоты:

 +  Невозможно разобрать выражение (синтаксическая ошибка): {\displaystyle \ce{{->}}}
 
- На второй метиловый эфир 3-фениламино-пропионовой кислоты нитрозируют:

 + NaNO2 +  Невозможно разобрать выражение (синтаксическая ошибка): {\displaystyle \ce{{->}}}
  + CH3COONa + H2O
- На третьей полученный продукт восстанавливают и циклизуют:

 + H2 {\displaystyle \mathrm {\ {\xrightarrow[{}]{Zn+CH_{3}COOH}}\ } }  + H2O
 {\displaystyle \mathrm {\ {\xrightarrow[{}]{t}}\ } }  + CH3OH
Выход реакции около 32—34 % теоретического.

## Применение

Реакция фенидона с бромистым серебром в процессе фотографического проявления.

В процессе фотографического проявления фенидон обладает ускоряющими проявление свойствами. Продукты его окисления восстанавливаются вторым проявляющим веществом в составе проявителя, и в ходе проявления его количество не уменьшается. В качестве второго проявителя обычно используют гидрохинон. Присутствие фенидона в проявителе увеличивает светочувствительность фотоматериалов по сравнению с обработкой в других проявителях. Бромиды, накапливающиеся в процессе проявления, оказывают меньшее влияние на результат, получаемый при использовании проявителей с фенидоном. Итоговое изображение получается менее контрастным и с менее выраженным зерном. Зернистость примерно эквивалентна получаемой для метола.
При использовании фенидона как единственного проявляющего вещества в проявителе фотоматериал получает высокую светочувствительность, но низкий контраст, а также склонность к вуалеобразованию.
К достоинствам фенидона как проявляющего вещества можно отнести:
- экономичность. Фенидона в проявителе требуется в 5—10 раз меньше, чем метола;
- меньшую истощаемость и более высокую активность;
- недостижимое значение светочувствительности, получаемое в проявителях с фенидоном, по сравнению с другими проявляющими веществами;
- увеличенную фотошироту фотографических материалов;
- малую токсичность и отсутствие раздражения кожи;
- отсутствие окрашиваемости кожи, одежды и оборудования.

К недостаткам фенидона можно причислить относительно плохую сохраняемость его растворов выше 20° С и нестабильность в щелочных концентратах, поэтому в современных проявителях его стараются заменять более стабильным метилфенидоном (4-метил-1-фенил-3-пиразолидон, фенидон B, фенидон Z). Также к другим производным фенидона, более стабильным в растворах щелочей, относятся димезон (1-фенил-4,4-диметил-3-пиразолидон, диметилфенидон) и димезон S (1-фенил-4-метил-4-гидроксиметил-3-пиразолидон). Но тем не менее сохраняемость фенидон-гидрохиноновых проявителей оказывается не хуже, чем метол-гидрохиноновых.

## Токсичность
LD50 составляет >1 г/кг (морские свинки, наружно), 360 мг/кг (мыши, перорально), 200 мг/кг (крысы, перорально). Рейтинг NFPA 704: опасность для здоровья: 2, огнеопасность: 0, нестабильность: 0. В отличие от большинства других проявляющих веществ, фенидон и его производные не вызывают раздражения кожи рук, поэтому часто применяются как заменитель метола в рецептах проявителей.